# Pailin Chuchottaworn
Pailin Chuchottaworn (* 8. Juli 1956 in Bangkok) ist ein thailändischer Manager.

## Leben
Pailin studierte Chemie an der Chulalongkorn-Universität, wo er 1979 seinen Bachelor erhielt. Im Anschluss absolvierte er sein Master-Studium (1979–1982, Master of Engineering) und sein PhD (1982–1985, Doctor of Engineering in Chemical Engineering) am Tōkyō Kōgyō Daigaku in Japan. Pailin leitete von 2011 bis 2015 das thailändische Unternehmen PTT Public Company. Seitdem leitet er die Kamnoetvidya Wissenschaftsakademie in Rayong, die dem Unternehmen PTT Public Company gehört.